# Tappara
Il Tappara, spesso indicato come Tappara Tampere (in finlandese Tappara significa "ascia") sono una squadra di hockey su ghiaccio di Tampere, città in Finlandia.
La squadra è una delle più titolate della Liiga con 18 titoli (1953, 1954, 1955,1959 con il nome TBK, 1961, 1964, 1975, 1977, 1979, 1982, 1984, 1986, 1987, 1988, 2003, 2016, 2017 e 2022).